# Pipo Pescador
Enrique Fischer (Gualeguaychú, 29 de abril de 1946), conocido como Pipo Pescador, es un cantautor, escritor y director de teatro argentino. Es uno de los precursores del género infantil en Argentina. Fue declarado Hijo Ilustre de Gualeguaychú y Personalidad Destacada de la Cultura de la Ciudad Autónoma de Buenos Aires. Su libro María Caracolito, de 1997, que trata sobre la vida de una niña con Síndrome de Down, ha sido auspiciado por la UNESCO.

## Biografía
Nació el 29 de abril de 1946 en Gualeguaychú, Provincia de Entre Ríos, Argentina, en el seno de una familia descendiente de alemanes del Volga. Su nombre real le valió de inspiración a su apellido artístico, el cual es una traducción literal de su apellido alemán (Fischer significa pescador).
En 1962, a la edad de 17 años, se trasladó a la ciudad de La Plata para estudiar escenografía en la Escuela Nacional de Bellas Artes, mientras se ganaba la vida animando fiestas infantiles en locales como “La Cueva de Felipe” y trabajando en jardines de infantes, tales como "El Globo Rojo".
En 1972 debutó en un auditorio llamado Río de la Plata e inmediatamente tuvo una gran cantidad de propuestas laborales y fue invitado a numerosos programas de televisión, hasta que tuvo su propio espacio televisivo. Al año siguiente protagonizó el filme Luces de mis zapatos, dirigido por Luis Puenzo. Durante muchos años compaginó el trabajo en teatro con su labor como escritor para niños. Su canción "El auto de papá" forma parte inamovible del cancionero tradicional argentino y español, especialmente al ser popularizada por el trío de payasos españoles Gaby, Fofó y Miliki, quienes nunca nombraron a su verdadero autor. Pipo Pescador condujo también un ciclo de ópera para niños en el Teatro Colón, auspiciado por la Fundación Konex. 
Fue galardonado en dos ocasiones (1981 y 1991) con el Premio Konex de Espectáculos - Diploma al Mérito en la categoría Infantil, en 1988 recibió el Premio Argentores por el Cancionero mágico, en 1998 el Premio Ace, en el 2001, por decreto municipal, fue declarado Hijo Ilustre de Gualeguaychú, y el mismo año recibió el Premio Santa Clara de Asís, en 2002 el Premio Carlos Gardel, y en 2007 el Premio Estrella de Buenos Aires. En Italia ganó el premio "Zecchino D' Oro" a la mejor canción infantil, por "Tango loco", y en España obtuvo el Premio María Guerrero del Teatro Chupete. El 30 de marzo de 2009, la legislatura porteña le otorgó la distinción de Personalidad Destacada de la Cultura de la Ciudad Autónoma de Buenos Aires.
En 2007, y en medio del Conflicto entre Argentina y Uruguay por plantas de celulosa, compuso una canción en contra de la instalación de las papeleras que sonó en todas las marchas llevadas a cabo por los ambientalistas argentinos.
En enero de 2010 ultima los detalles del lanzamiento de su siguiente libro, sobre chicos con autismo, titulado Casa sin ventanas, completando la trilogía que iniciara con María Caracolito y La campana bajo el agua, este último sobre niños sordos. En 2010 el senado entrerriano, por pedido del senador del departamento Gualeguaychú Osvaldo Chesini, lo homenajeó, considerándolo uno de los mayores entrerrianos destacados.
Desde 2012 hasta 2015 presentó sus "Tangos desaforados" para adultos en diversos teatros de Buenos Aires. En 2015 la Editorial Colihue reeditó varios de sus libros más famosos.
Desde 2015 reside en Eberbach, Alemania. Allí continúa haciendo música, tocando milongas y tangos con su yerno en distintas milongas de Múnich y Berlín.

## Discografía
- 1972: "Pipo Pescador canta para los chicos y su familia" - RCA
- 1972: "Zapapatopato" - RCA
- 1973: "Primer festival argentino de la canción infantil" - RCA
- 1973: "Luces de mis zapatos" - RCA
- 1975: "Te veo veo" - RCA
- 1977: "Canciones con boina" - RCA
- 1978: "Regalo" - RCA
- 1979: "El mar" - RCA
- 1985: "Canciones de oro de Pipo Pescador" - MUSIC HALL
- 1992: "20 Pipos"
- 1997: "El show del libro loco (te rompe el coco)"
- 2004: "El auto de papá" - BMG ARIOLA ARGENTINA S.A.
- 2009: "Cancionero pequeño" - CD editado en España
- 2010: "Saltando con el Sapo Pepe" - DISTRIBUIDORA BELGRANO NORTE S.R.L.

## Teatro
- 1968. Teatro del Cencerro. La Plata.
- 1969. “Cantijuego  69”. Teatro del Centro
- 1969. “Canciones con Bufanda”. Teatro Gualeguaychú.
- 1971. Pipo Pescador 71. Café Concert LA FUSA.
- 1972. Auditorio Río de la Plata.
- 1973. Teatro Astral.
- 1974. Teatro Astral.
- 1975. "Canciones de cuatro veranos".Teatro Auditorium.
- 1976. “Caja de Luces”. Teatro Premier
- 1980. “Función de Gala”. Teatro Cómico.
- 1986. “Discolecheteque”. Mar del Plata.
- 1988. “Grandes Éxitos”. Auditorio San Isidro.
- 1992. Teatro Arte.
- 1995. “La magia de leer”. Auditorium Belgrano
- 1997. “Show del libro loco”.
- 1999. Erzähler Oper für Kinder: “Der Barber von Sevilla”. Regisseur: Carlos Palacios. Teatro Colón.
- 2000. “Cáscara colorada”. Regisseur: Claudio Hochmann. Auditorium San Isidro.
- 2001. “La magia de leer”. España
- 2002. “La magia de leer”. España
- 2003. “Teatro Chupete”. Teatro Multiteatro.
- 2004. “Tirón de oreja”. Auditorium San Isidro.
- 2010. “El sapo Pepe”. Teatro Metropolitan

## Televisión
- 1969. “Después de los deberes”. Canal 7
- 1972. “Después de los deberes”. Canal 13
- 1972. “Pipo '72”. Canal 13
- 1975. “Piedra Libre”. Canal 9
- 1982-1984. “La cometa blanca”. Televisión Española.
- 2002. "Siempre Sábado Show". América TV
- 2003. “Buenas noches”. Canal 7

## Libros
- 1975. Los libros de Pipo Pescador. Ateneo
- 1987. Atento al cuento. Ateneo
- 1990. Buenos Airesitos. Ed. Paulinas
- 1990. Cuentos para contar en el ascensor. Ed. Bonum
- 1992. Libro de cabecera. BEAS
- 1997. Libro loco. Espasa Calpe
- 1997. Libro de los chicos valientes. Ameghino
- 1997. La magia de leer. Ameghino
- 1997. María Caracolito. Ameghino
- 2004. Poesía mayor. Ed. Continente
- 2010. La campana bajo el agua. Ed. El Narrador
- 2010. Casa sin ventanas. Ed. El Narrador
- 2015. Libro de Cabecera. Colihue
- 2015. Poesía reunida. Ed. Colihue